# The Wind in the Willows (banda)
The Wind in the Willows foi uma banda fundada em 1968 em Nova Iorque, Estados Unidos, com um som baseado no folk rock com pitadas pop e rock psicodélico.
A banda lançou apenas um disco (no mesmo ano de formação), pela gravadora Capitol Records. Sabe se muito pouco sobre a banda, na época eles foram taxados de hippies, drogados e eram comparados ao The Mamas & the Papas. O nome da banda é inspirado no livro homônimo (em português, traduzido para O Vento nos Salgueiros).
Chegaram gravar algumas canções para o próximo álbum, porem houve uma briga entre os integrantes, desfazendo a banda. Uma das vocalistas Deborah Harry (com cabelo negro na capa do disco) formou posteriormente a banda Blondie. Eventualmente, o The wind in the Willows chegou tocar nos rádios da época, mais a banda não foi reconhecida com sucesso.
Atualmente, colecionadores de [[[Disco de vinil|discos de vinil]] e fãs da banda Blondie têm grande interesse na música do The wind in the Willows (embora seja um material raro), o disco original de Época pode alavancar um grande valor comercial.

## Integrantes
- Deborah Harry - vocais e percussão
- Ida Andrews - vocais e flauta
- Peter Brittain - guitarra e vocais
- Steve de Phillips - baixo e vocais
- Gil Fields - bateria
- Paul Klein - vocais
- Harris Wiener - órgão e vocais

## Discografia

### Álbuns
- The Wind in the Willows (1968)

1. "Moments Spent"
2. "Uptown Girl"
3. "So Sad"
4. "My Uncle Used to Love Me But She Died"
5. "There Is But One Truth, Daddy"
6. "Friendly Lion, The"
7. "Park Ave. Blues"
8. "Djini Judy"
9. "Little People"
10. "She's Fantastic and She's Yours"
11. "Wheel of Changes"

- Notas: O disco foi remasterizado e produzido em CD